# Gran Mesquita de Kairuan
La gran mesquita de Kairuan (àrab: جامع القيروان الأكبر, jāmiʿ al-Qayrawān al-akbar) o mesquita d'Uqba ibn Nafi (àrab: جامع عقبة بن نافع, jāmiʿ ʿUqba b. Nāfiʿ) és un dels monuments del patrimoni de la humanitat de la UNESCO i la principal mesquita de Tunísia, a la ciutat de Kairuan antecessora de totes les mesquites del món islàmic occidental tret de les de Turquia i els Balcans,
Suposadament construïda per Uqba ibn Nafi a partir del 670, ocupa 9.000 m². Sota els aglàbides, fou centre de formació musulmà, on es reunien els savis de la madrassa, fins que la decadència de la ciutat va desplaçar aquest moviment intel·lectual cap a la madrassa Zituna, a Tunis.
En el seu estat actual, fou construïda pels aglàbides després de ser edificada diverses vegades quan fou destruïda en les lluites dels segles VII (Kusayla) i VIII (kharigites i ibadites). Cap dels seus elements, exclòs el minaret, és anterior al segle ix. La construcció fou ordenada el 836; el 863 es va engrandir l'oratori i s'hi va ajuntar una cúpula; altres modificacions es van fer el 875. Després no ha patit més que restauracions o modificacions molt puntuals.
La mesquita té forma rectangular irregular (138 m i 128 m x 71 i 77 m) i els murs estan construïts en grans blocs de pedra d'1,90 d'ample. Té accés per sis portes i un pati central de 60 x 40 m, envoltats de galeries amb columnes de marbres diversos, de granit o de pòrfir, sovint agafats d'antigues edificacions romanes tant de la rodalia com de Cartago. Prop del centre, hi ha un col·lector d'aigua de pluja que la filtra abans d'emmagatzemar-la en una cisterna; al pati, hi ha també un quadrant solar. El minaret servia tant per a la vigilància com per a la crida a l'oració, i està format per tres nivells escalonats amb una altura total de 31,5 metres i una base de 10,5 x 10,5 m. El minaret fou edificat sota el governador omeia Bixr ibn Safwan vers el 725 i fou acabat pels primers aglàbides al segle següent, i és el minaret més vell del món.
La sala d'oració, que té accés per catorze portes, es divideix en disset naus amb més de 400 columnes similars a les del pati. Al costat del minaret, hi ha una càtedra de predicació que és la més antiga del món musulmà (segle ix) i està formada per més de 300 peces esculpides en fusta de teca, amb el tancament que aïllava els dignataris dels altres fidels.

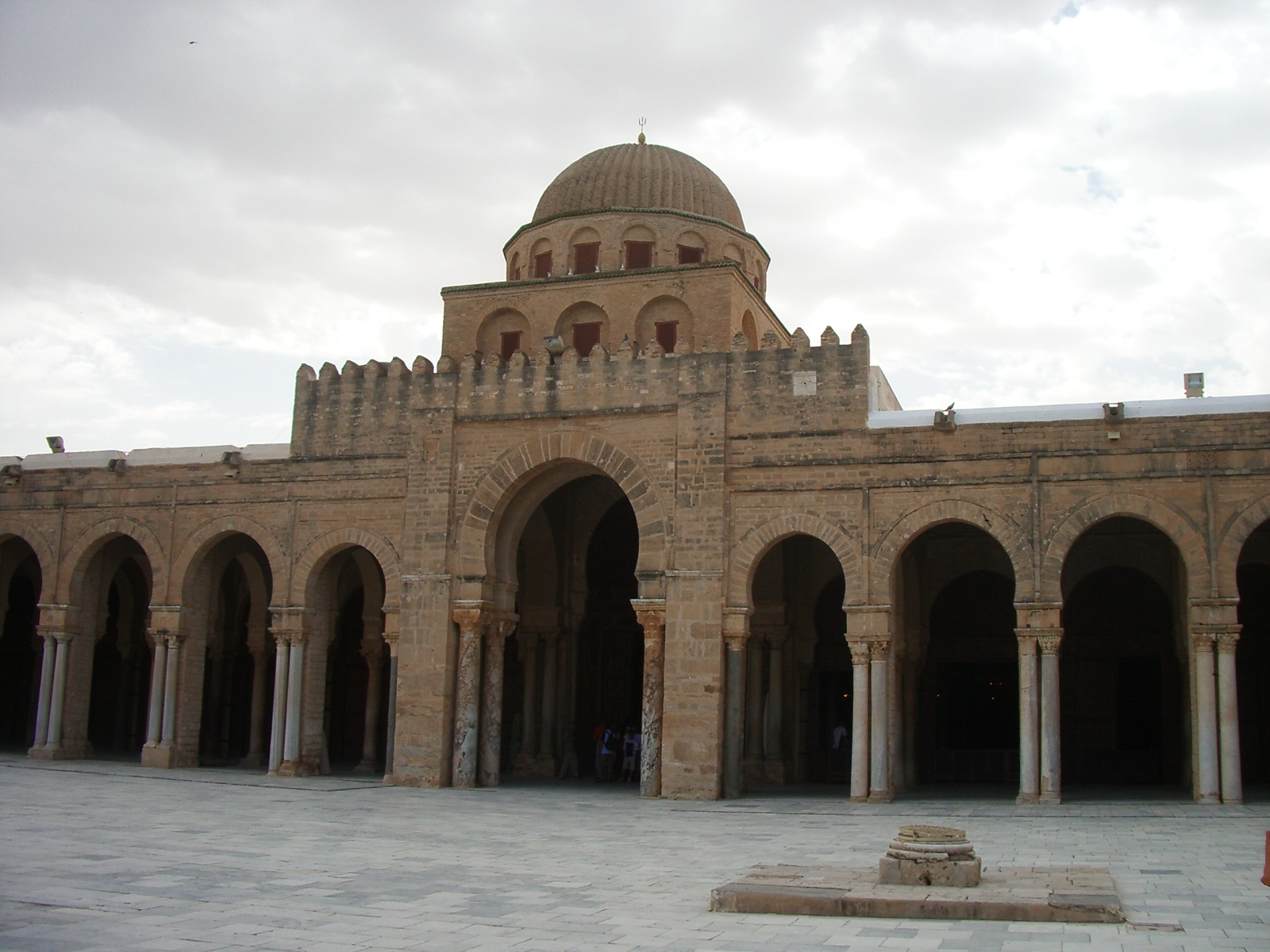
Sala d'oració.
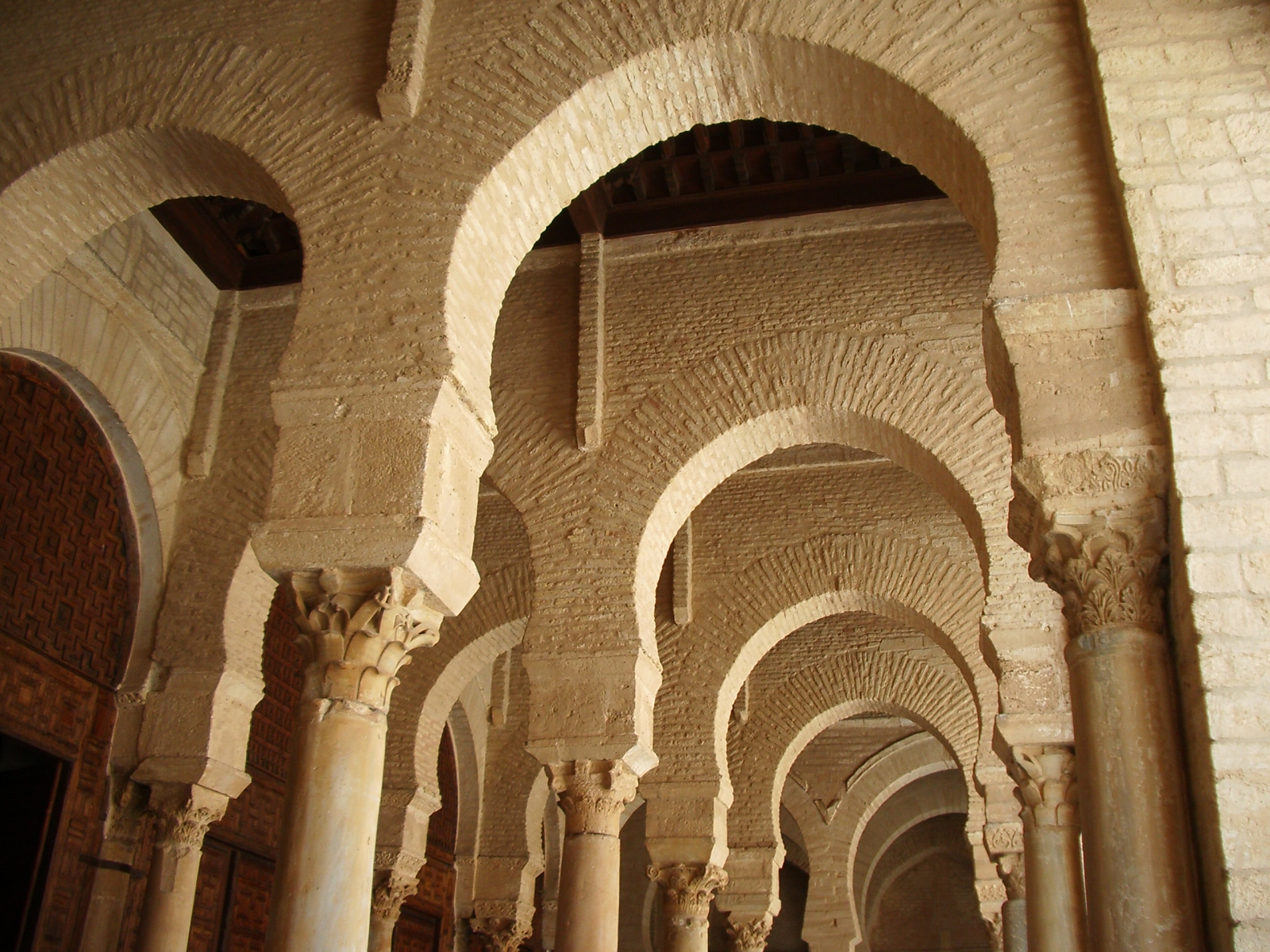
Columnes.
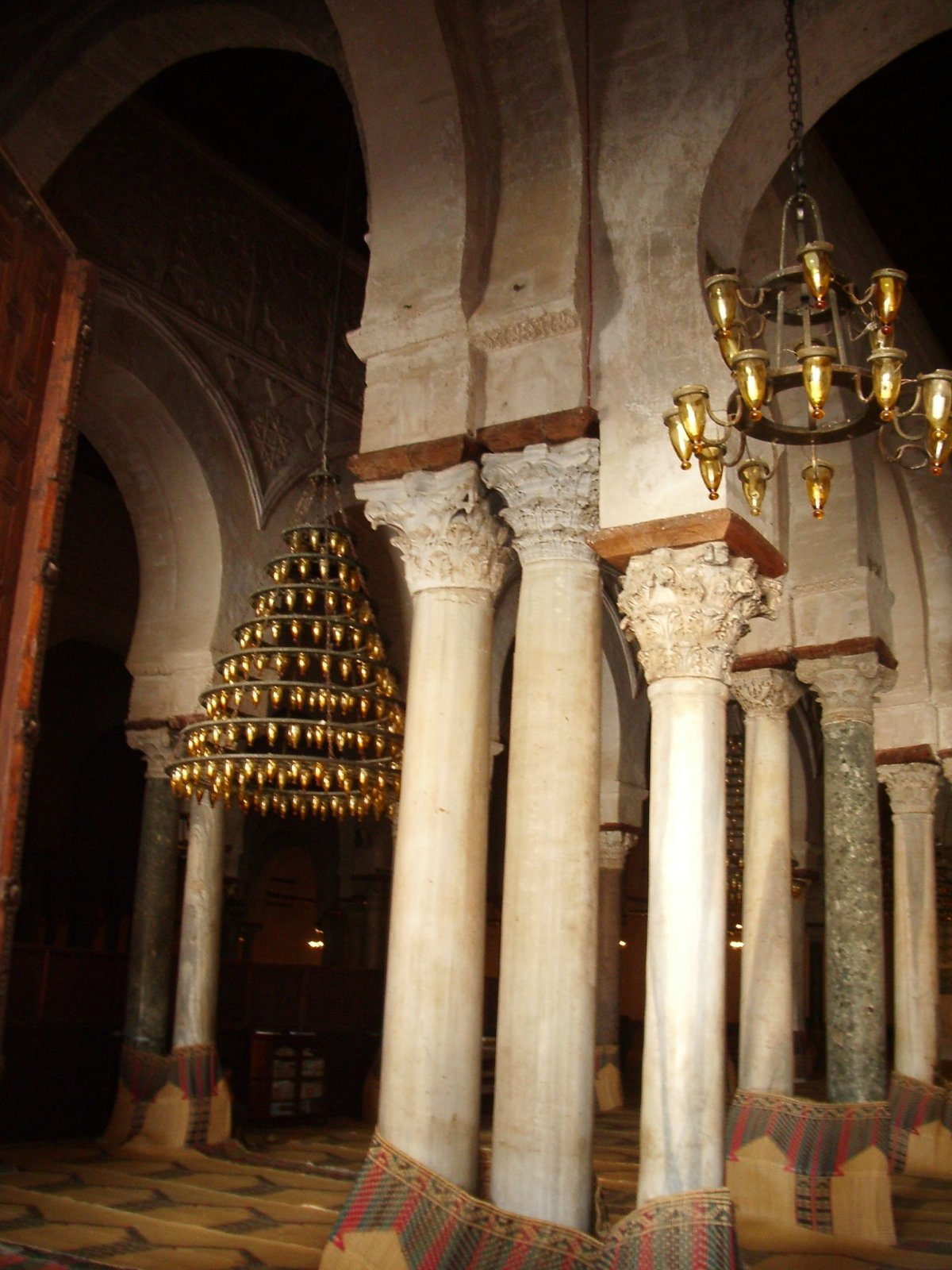
Interior de la sala d'oració.
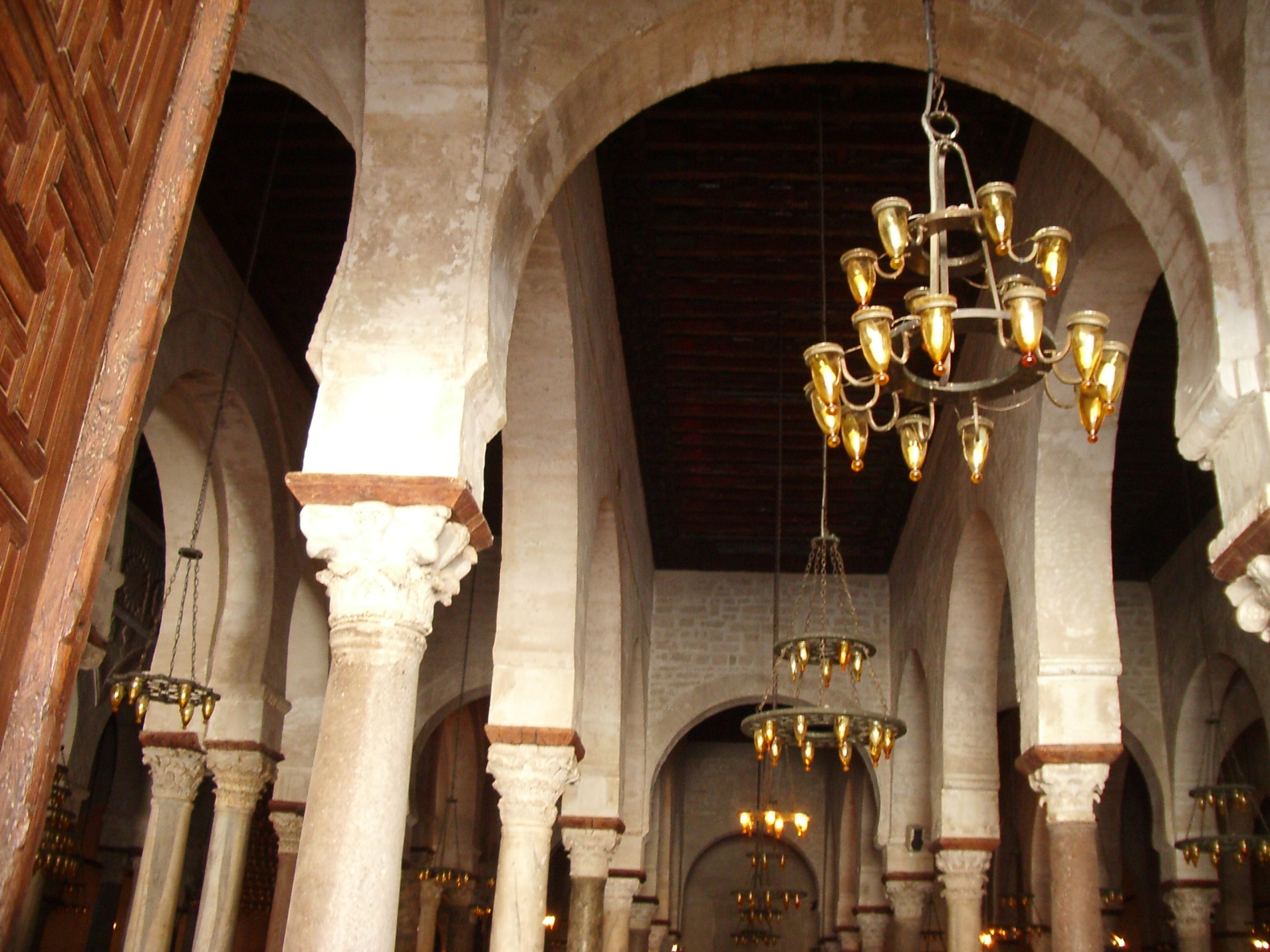
Interior de la sala d'oració.
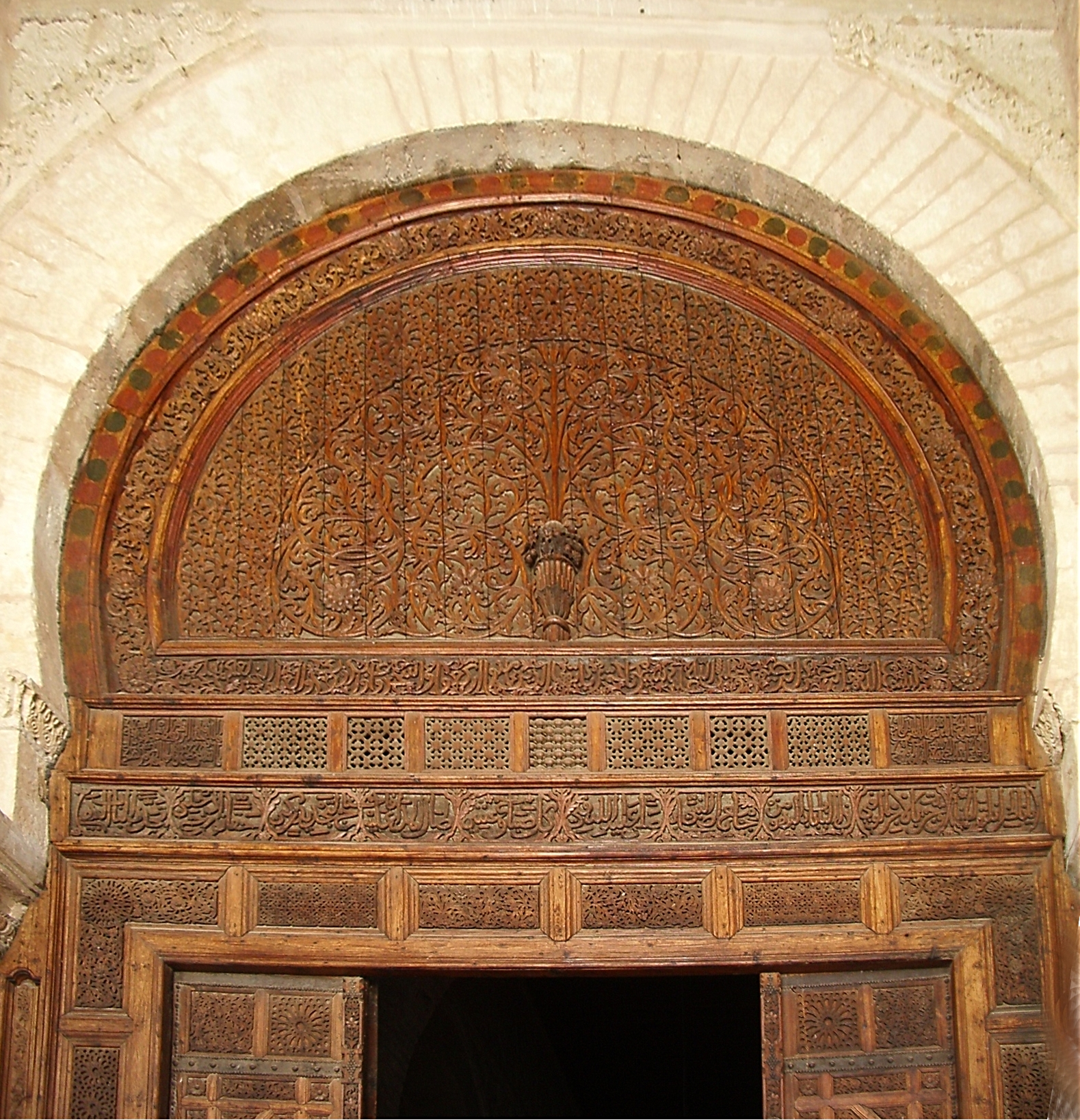
Porta.
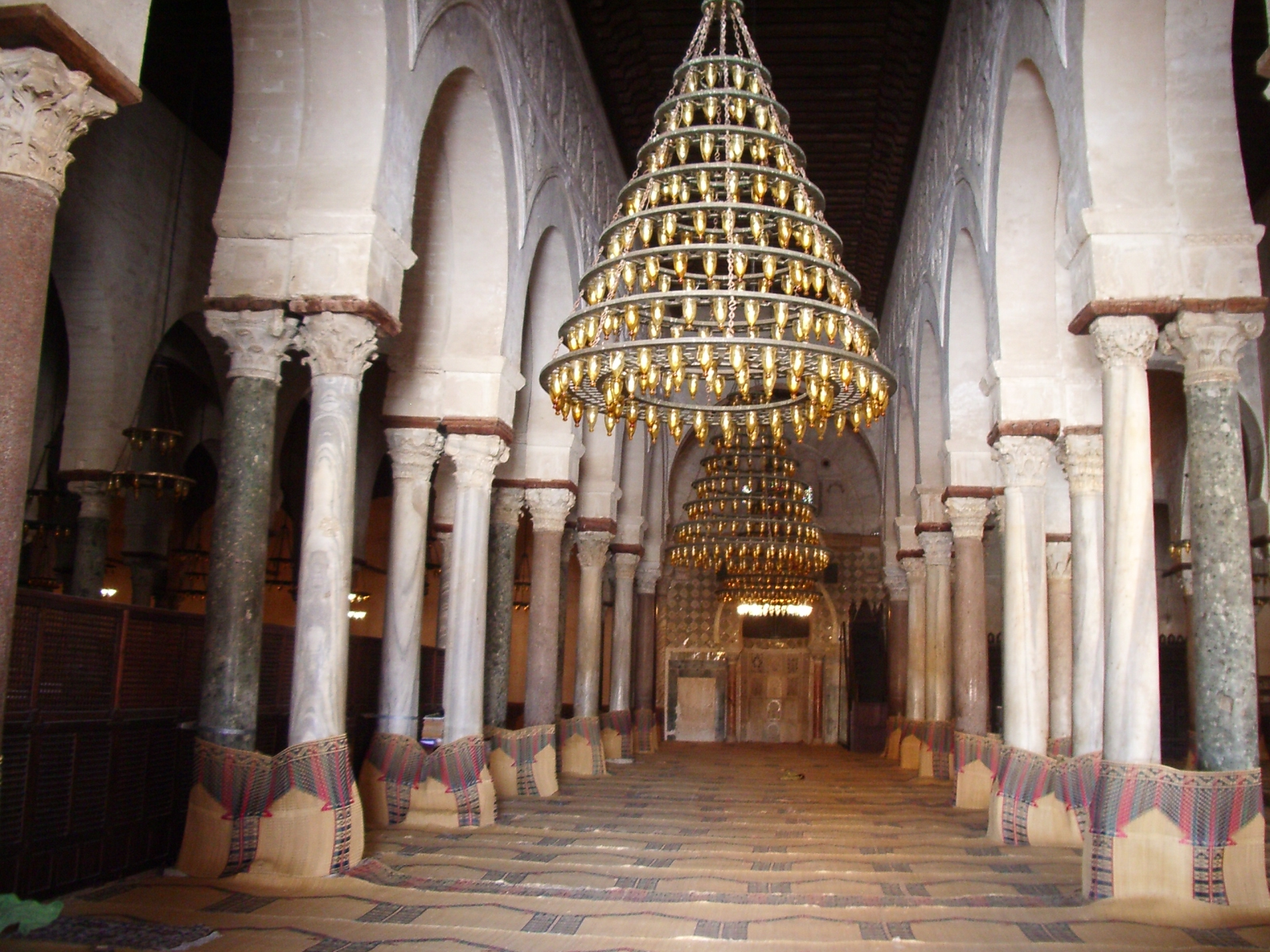
Columnes de la sala d'oració.
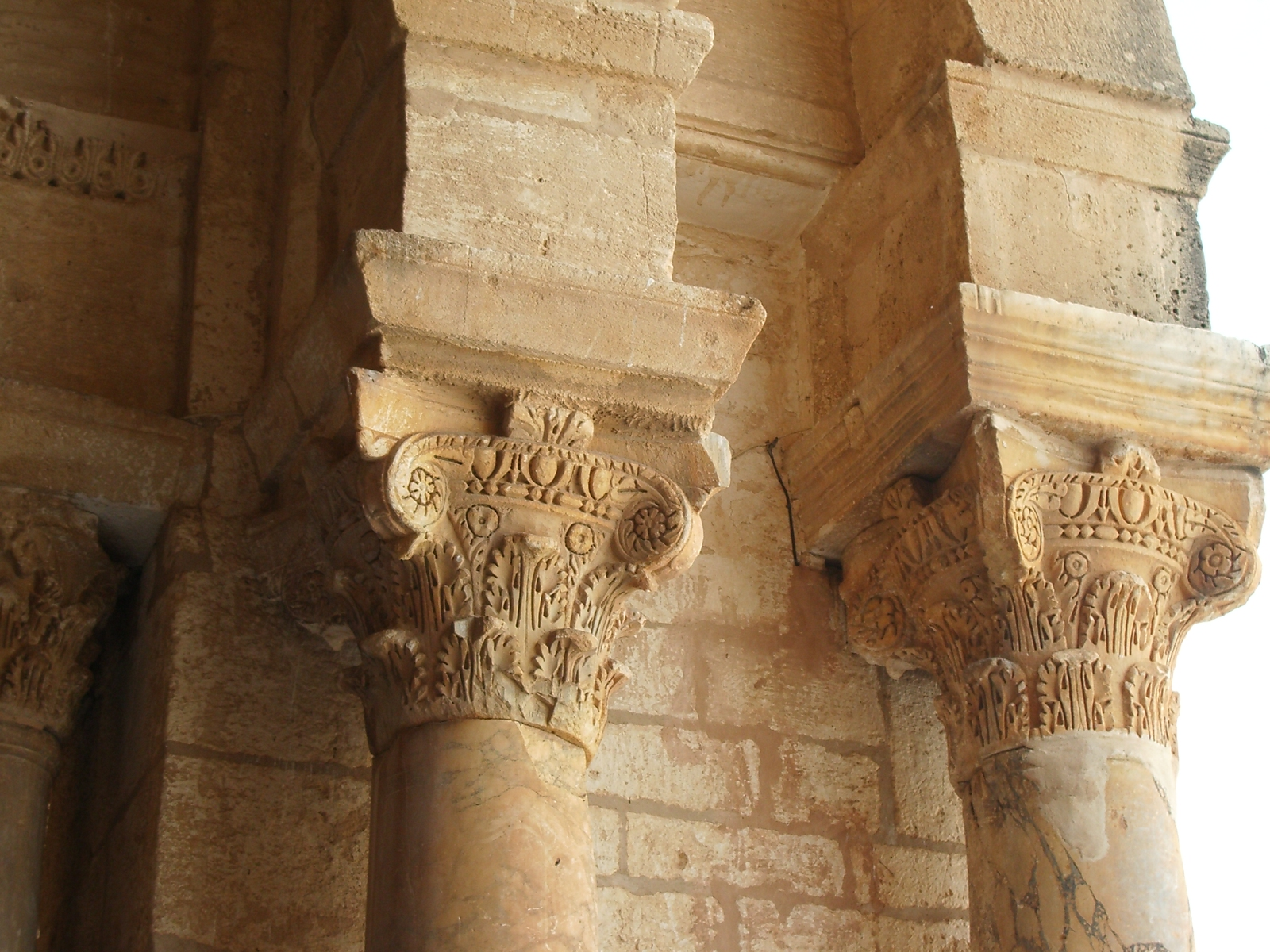
Detall de les columnes.
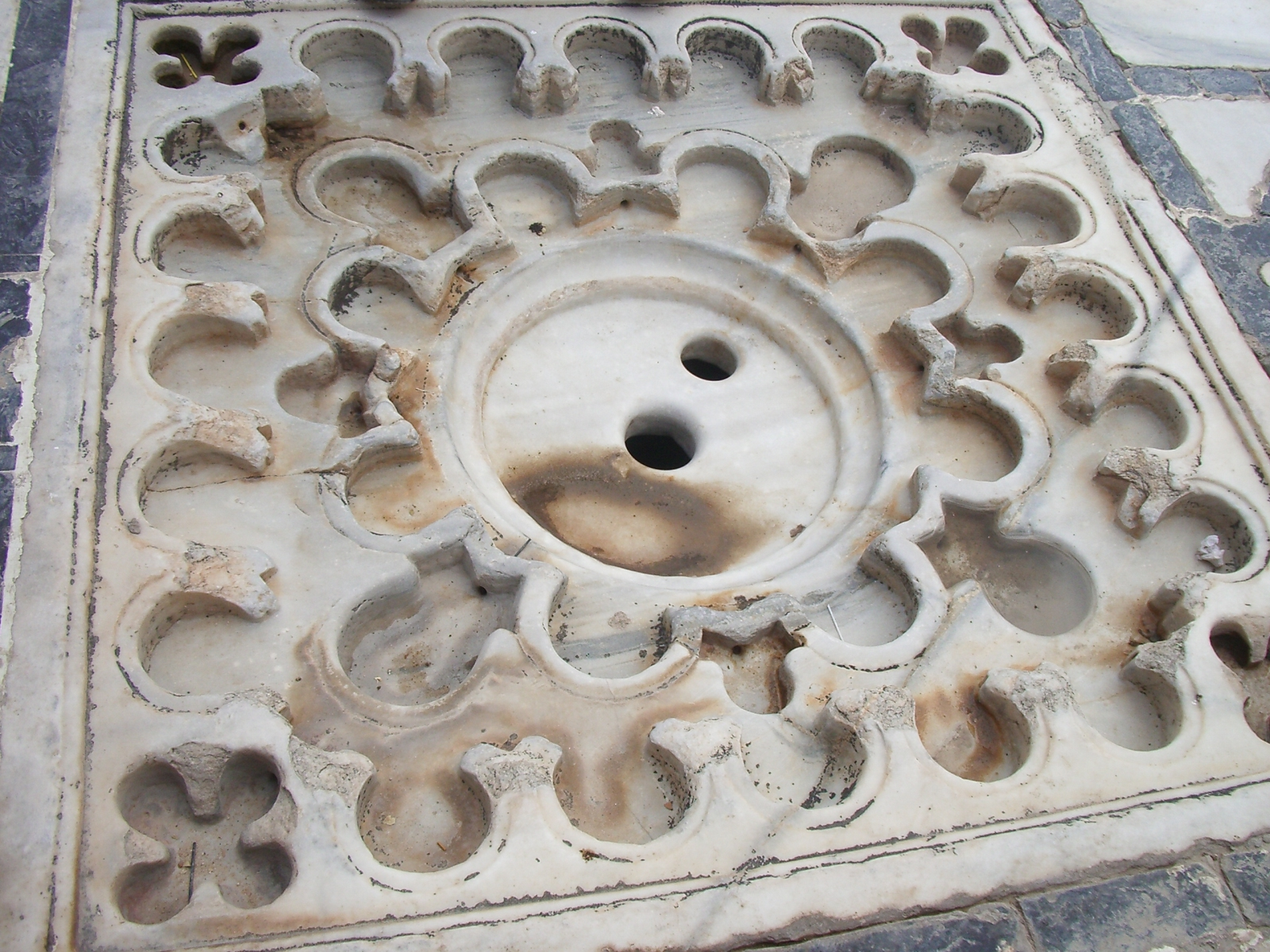
Col·lector d'aigües.
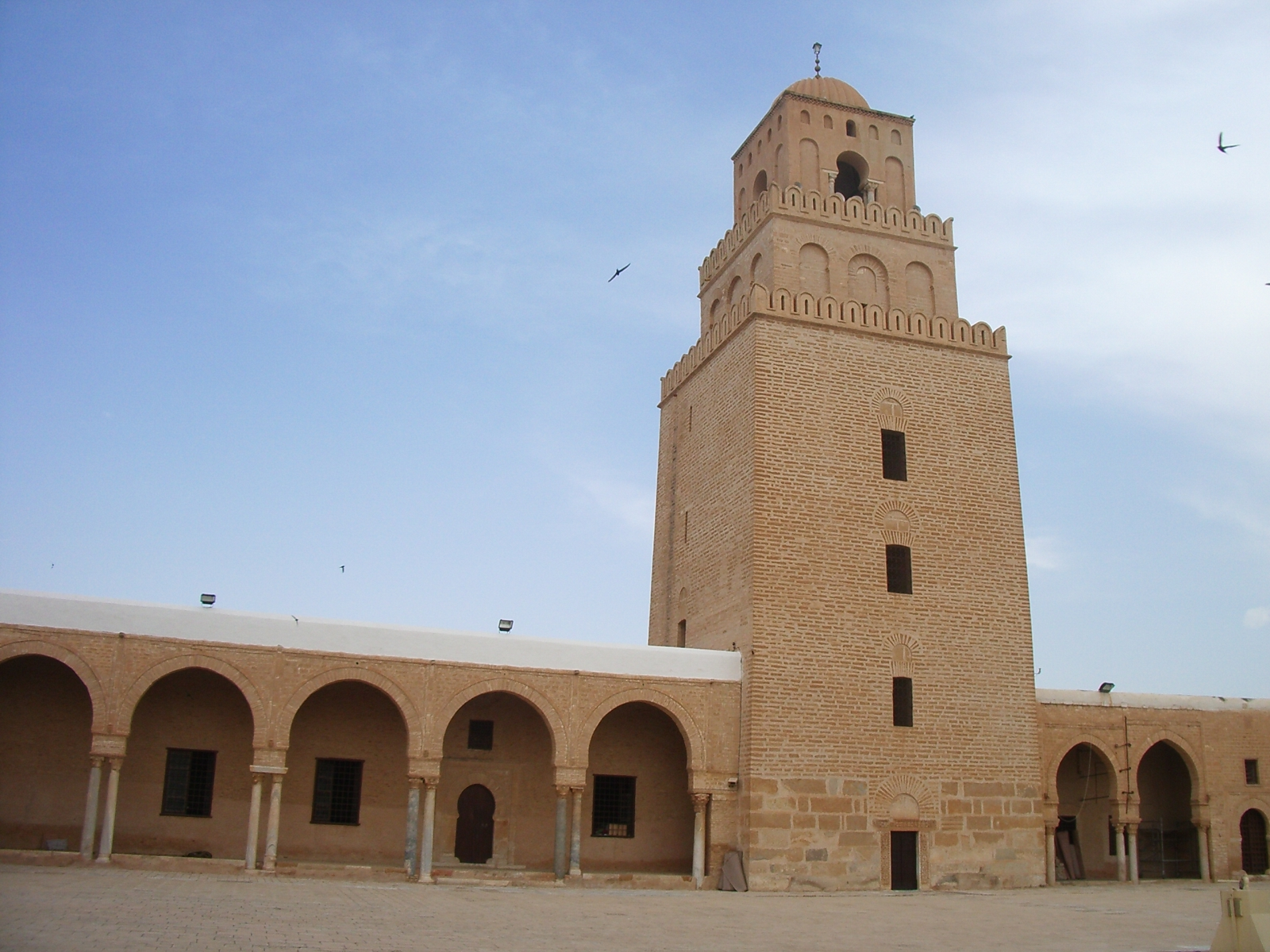
Minaret.
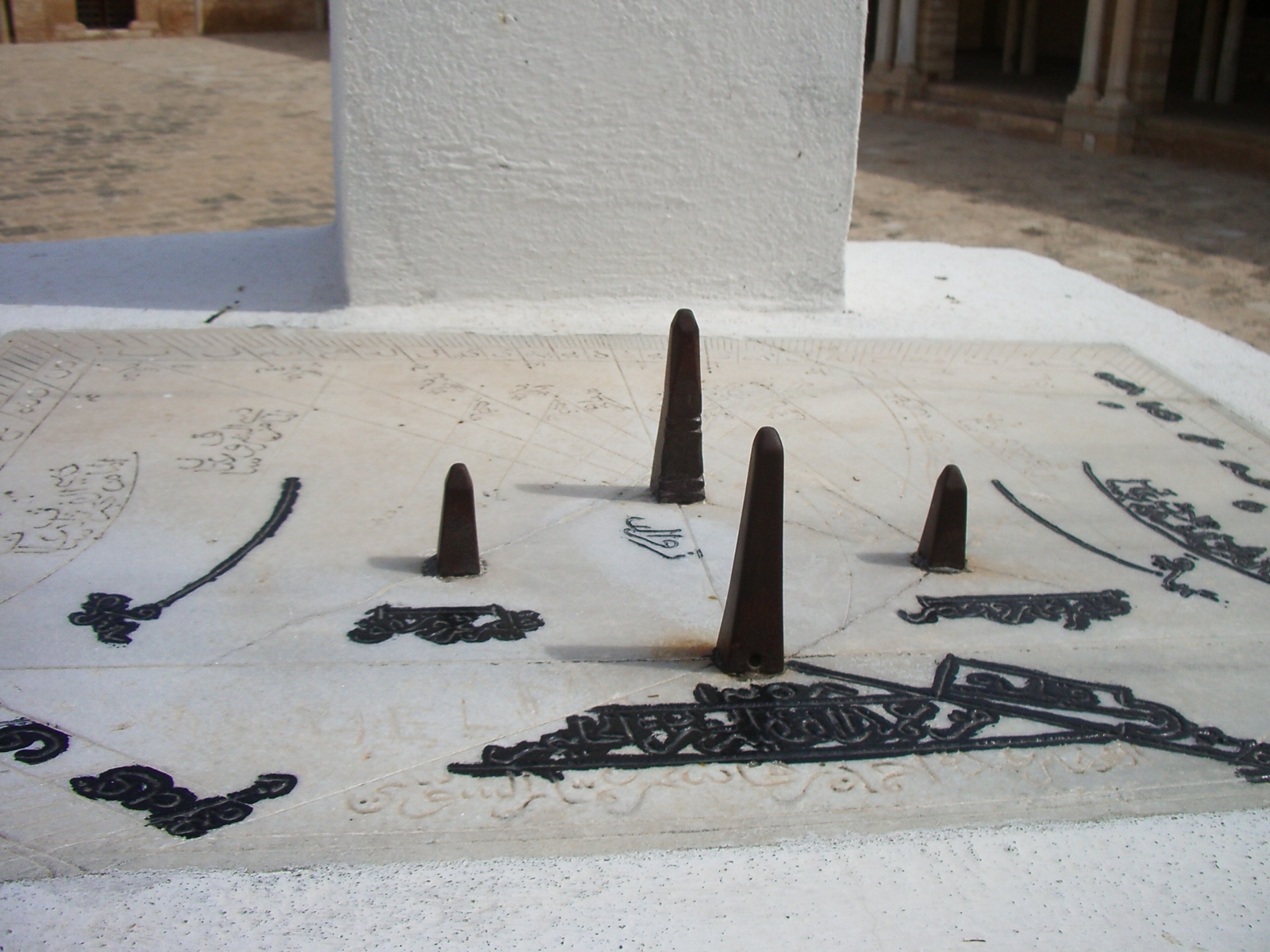
Quadrant solar.